# Trachipterus trachypterus
Trachipterus trachypterus — вид лампридоподібних риб родини вогмерових (Trachipteridae).

## Поширення
Trachipterus trachypterus досить поширений в тропічних і субтропічних зонах, включаючи центрально-східну і південно-східну частину Тихого океану, біля узбережжя Японії, Нової Зеландії та Австралії, у східній Атлантиці від островів Святої Єлени та ПАР до узбережжя Європи, західне Середземне море, узбережжя Аргентини в південно-західній Атлантиці, узбережжя Сполучених Штатів і Мексики в північно-східній Атлантиці. Мешкає на глибинах 100—600 м.

## Опис
Риба виростає до 3 м завдовжки. Має видовжене тіло, дуже стиснуте з боків, із сплюснутою мордочкою, високим чолом і довгим спинним плавцем, з яких перші промені більш розвинені. Грудні плавці невеликі, як і черевні, високі і довгі. Анальний плавець знаходиться на верхівці хвоста, де також з'являється дивний хвостовий плавець, спрямований вгору. Напівпрозорий хвостовий плавець дуже віяловий і зазвичай тримається прямо. Черевні плавці мають 5 променів. Тіло сріблястого кольору, за винятком міжорбітальної ділянки, дорсальної частини верхньої щелепи та кінчика нижньої щелепи, які чорні. Темні плями зазвичай спостерігаються на тілі біля основи спинних променів.

## Спосіб життя
Мезопелагічний вид. Плаває з піднятою догори головою. Харчується кальмарами та рибою. Яйця та личинки трапляються біля поверхні.